# Lemonade and Brownies
 (août 2024).
Si vous disposez d'ouvrages ou d'articles de référence ou si vous connaissez des sites web de qualité traitant du thème abordé ici, merci de compléter l'article en donnant les références utiles à sa vérifiabilité et en les liant à la section « Notes et références ».
Lemonade and Brownies est le premier album de Sugar Ray sorti le 4 avril 1995 chez Atlantic Records. 
- C'est l'actrice Nicole Eggert qui pose sur le recto de la pochette de cet album.

## Liste des titres
1. "Snug Harbor" – 0:49
2. "Rhyme Stealer" – 2:51
3. "Iron Mic" – 4:40
4. "Hold Your Eyes" – 3:29
5. "The Greatest" – 3:58
6. "Big Black Woman" – 1:43
7. "Mean Machine" – 2:41
8. "Dance Party USA" – 3:18
9. "10 Seconds Down" – 3:39
10. "Danzig Needs a Hug" – 3:07
11. "Drive By" – 1:58
12. "Caboose" – 3:13
13. "Scuzzboots" – 3:29
14. "Streaker" – 4:12